# Sven Markelius
Sven Markelius né Sven Gottfrid Jonsson le 25 octobre 1889 à Stockholm et mort le 24 février 1972 à Danderyd en Suède, est un architecte suédois dont l'œuvre s'est essentiellement inscrite dans le mouvement fonctionnaliste.

## Formation
Sven Markelius étudie à l'Institut royal de technologie et à l'Académie royale des arts de 1909 à 1913. Il entreprend ensuite un voyage d'étude en Allemagne et en Italie. Il se forme auprès des architectes Ragnar Östberg, Erik Lallerstedt et Ivar Tengbom. Après avoir participé avec succès à plusieurs concours architecturaux, il ouvre son propre cabinet en 1920.

## Changement de nom
En 1921, Sven Jonsson décide de changer son patronyme, en particulier parce que plusieurs de ses collègues architectes s'appellent aussi Jonsson (ou des variantes de ce même nom). Il s'inspire du nom du domaine familial situé en Östergötland, Mark, dont Markelius est une forme latinisée. Ce changement de patronyme ne concerne pas les autres membres de sa famille.

## Vie et œuvre

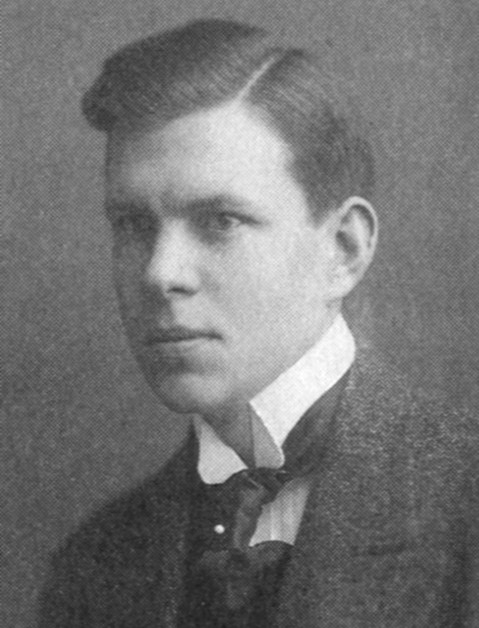
Sven Markelius vers 1914.

En 1927, Markelius entreprend un second voyage d'étude en Allemagne, au cours duquel il rencontre Walter Gropius, représentant de l'école du Bauhaus à Dessau. Les idées de Gropius vont avoir une influence décisive sur Markelius, qui devient l'un des membres prééminents du mouvement fonctionnaliste lorsque celui-ci fait son apparition en Suède à l'occasion de l'exposition de Stockholm de 1930. Lors de cette exposition, Markelius est responsable du département logement en compagnie de Kurt von Schmalensee, Uno Åhrén, Sigurd Lewerentz et Paul Hedqvist. En 1931, il est l'un des auteurs du manifeste pro-fonctionnaliste Acceptera (français : Accepter).
Il crée sa première œuvre majeure, la maison des concerts de Helsingborg, en 1932. Dans les années 1920 et 1930, il dessine une longue série de villas de style fonctionnaliste, entre autres la Villa Markelius (1930) pour son propre usage et la Villa Myrdal (1937) pour ses amis les futurs prix Nobel Alva et Gunnar Myrdal. Ces deux villas sont situées à Bromma dans la banlieue de Stockholm.
Après avoir fait l'expérience de la vie en communauté au sein de sa réalisation la maison collective de la rue John Ericssonsgatan à Kungsholmen, Markelius construit en 1945 une nouvelle villa pour lui-même et sa famille, cette fois-ci rue Kevinge Strand à Danderyd - voir Villa Markelius (1945). Les villas Markelius ont toutes deux suscité l'intérêt de la communauté architecturale internationale.
La dernière réalisation de Markelius dans les années 1930 est le pavillon suédois lors de la foire internationale de New York en 1939. Le pavillon est constitué de différents bâtiments regroupés autour d'un jardin, lui-même dessiné par Markelius. On y trouve aussi un restaurant et un cinéma. Un large portrait du Premier ministre Per Albin Hansson accueille les visiteurs, l'exposition ayant pour thème les progrès de la démocratie en Suède. Le pavillon est un immense succès personnel pour Markelius, qui multiplie les contacts et voit son avenir assuré aux États-Unis.
Markelius dirige le bureau d'étude de la direction de la construction entre 1938 et 1944, avant de devenir directeur de l'urbanisme de la ville de Stockholm de 1944 à 1954. Dans ces fonctions, il planifie la première phase du redéveloppement de Norrmalm (1946) et les banlieues de Björkhagen (1945), Högdalen (1946), Västertorp (1947), Vällingby (1947-50) et Farsta (1952). Il est également l'auteur de la maison du Peuple (suédois : Folkets hus, il s'agit d'un centre de conférence) (1960), du troisième des cinq immeubles dits Hötorgsskraporna (1962) et de la maison de la Suède à l'angle du parc Kungsträdgården (1968), tous trois situés dans le quartier de Norrmalm à Stockholm.
Parmi les œuvres de Markelius, on trouve en plus de nombreux projets menés à terme une quarantaine de bâtiments restés au stade de simples esquisses, parmi lesquels un projet de transformation de la gare centrale de Stockholm, une proposition alternative pour la maison des concerts de Helsingborg ou encore une proposition pour le siège des Nations unies à New York.

## Œuvres (sélection)

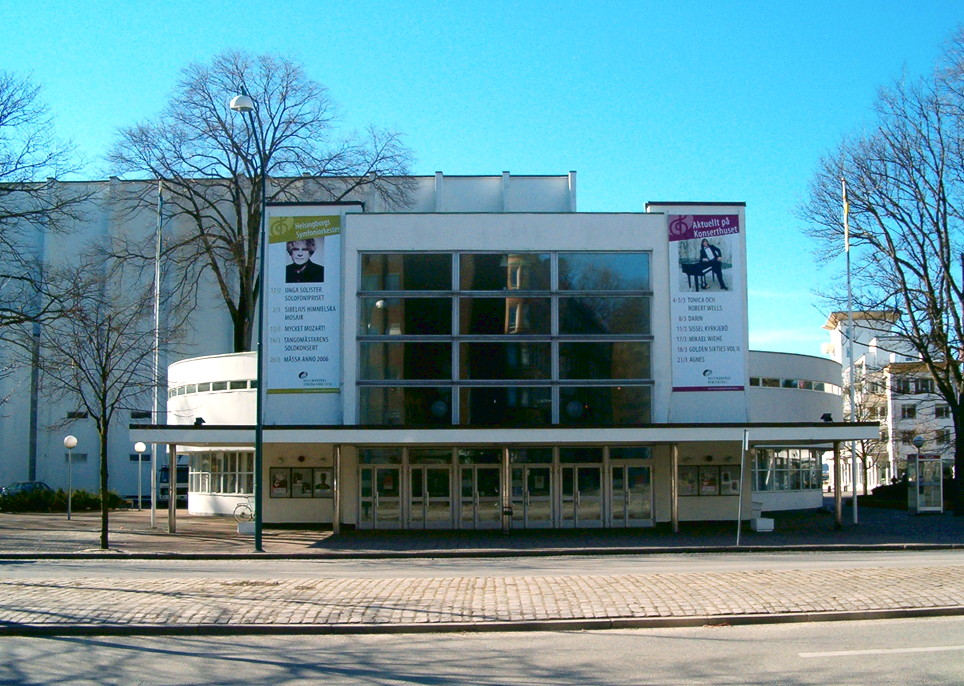
Maison des concerts Centre-ville Helsingborg
56° 02′ 59″ N, 12° 41′ 20,5″ E
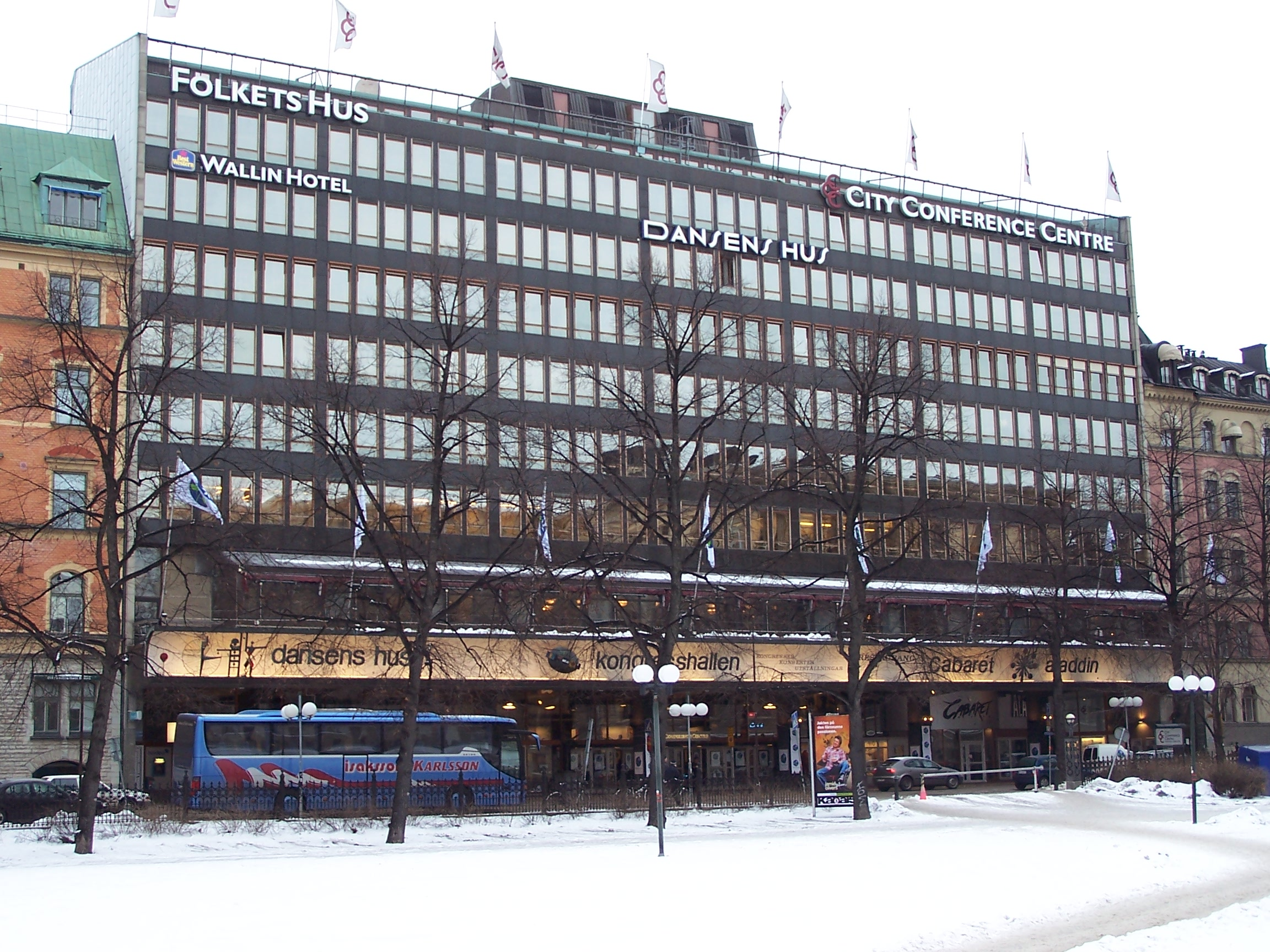
Maison du Peuple Norrmalm Stockholm
59° 20′ 10″ N, 18° 03′ 20,7″ E
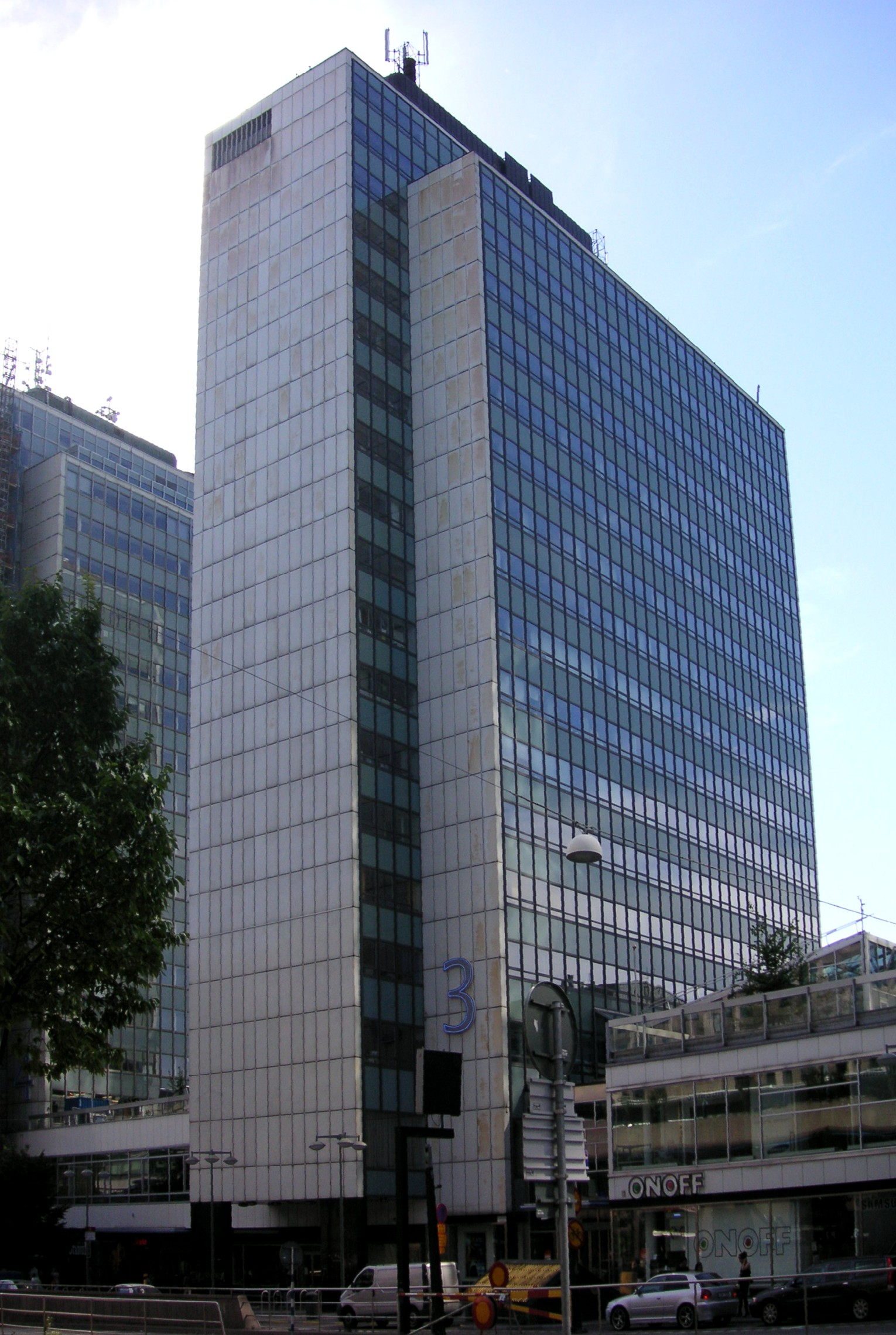
Hötorgsskraporna nº3 Norrmalm Stockholm
59° 20′ 02″ N, 18° 03′ 50″ E
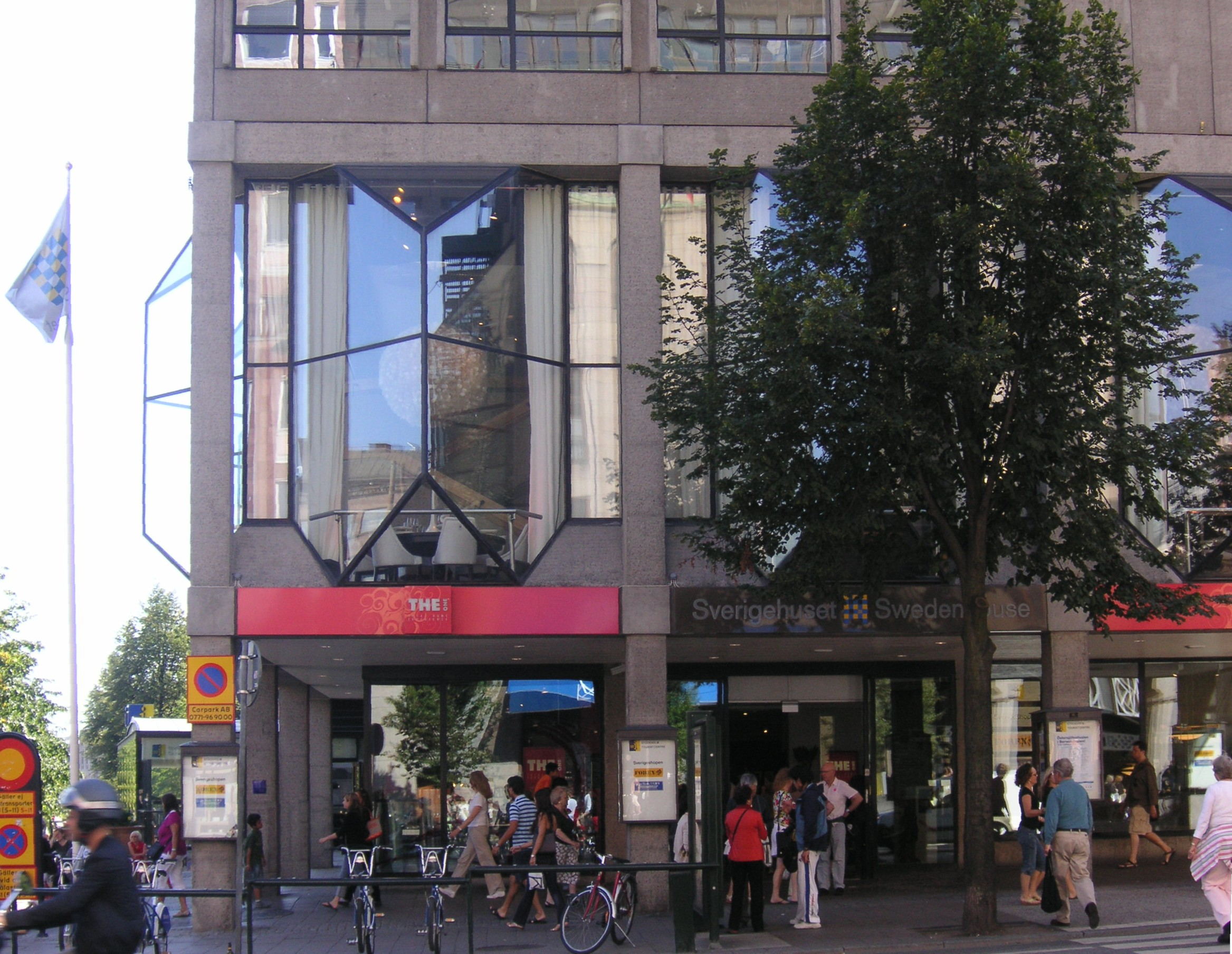
Maison de la Suède Norrmalm Stockholm
59° 19′ 57″ N, 18° 04′ 12″ E